# Национална коалиция (Финландия)
Вижте пояснителната страница за други значения на Национална коалиция.
Национална коалиция (на фински: Kansallinen Kokoomus; на шведски: Samlingspartiet) е дясноцентристка политическа партия във Финландия, смятана за либерална, консервативна и либерално-консервативна. Основана през 1918 г., Националната коалиционна партия е една от „големите три“ партии, които доминират финландската национална политика в продължение на няколко десетилетия, заедно със Социалдемократическата партия и Партията Център. Настоящият председател на партията е Петери Орпо, избран на 11 юни 2016 г. Партията самоизрично основава политиката си на „свобода, отговорност и демокрация, равни възможности, образование, подкрепа, толерантност и грижа“ и подкрепя мултикултурализма и правата на куирите. Тя е проевропейска и пронатовска, както и член на Европейската народна партия. Делът на вота на партията е приблизително 20% на парламентарните избори през 90-те години и през 2000 г. Тя печели 44 от 200 места на парламентарните избори през 2011 г., като става най-голямата партия във финландския парламент за първи път в своята история. На общинско ниво тя става най-популярната партия през 2008 г. На изборите през 2015 г. партията губи статута си на най-голямата партия в страната, като завършва на второ място по гласове и трета на места, но отново се присъединява към управляващата коалиция. След изборите през 2019 г. тя вече е третата по големина партия във финландския парламент, зад социалдемократите и партията на финландците и става втората по големина опозиционна партия, след като е изключена от кабинета на Анти Рине.

## История
Партията е основана през 1918 година. Водеща дясна партия в страната, тя участва в различни коалиционни правителства през 1918 – 1919, 1920 – 1921, 1924 – 1926, 1930 – 1932, 1940 – 1944, 1958 – 1959, 1962 – 1963, 1964 – 1966, 1983 – 2003 и след 2007 година. На парламентарните избори през 2011 година тя за пръв път получава най-голям брой места в парламента и нейния лидер Юрки Катайнен става министър-председател. През 2015 година партията е трета с 18% от гласовете и 37 от 200 депутатски места.